# Heldenplatz
Der Heldenplatz liegt im 1. Bezirk von Wien zwischen der Hofburg, dem Burgtor und dem Volksgarten. Er ist benannt nach den österreichischen Feldherren Prinz Eugen und Erzherzog Karl, deren Denkmäler auf dem Platz stehen, und Teil des unvollendeten Kaiserforums, das die Hofburg über die Ringstraße mit den Hofmuseen verbinden sollte.

## Geschichte

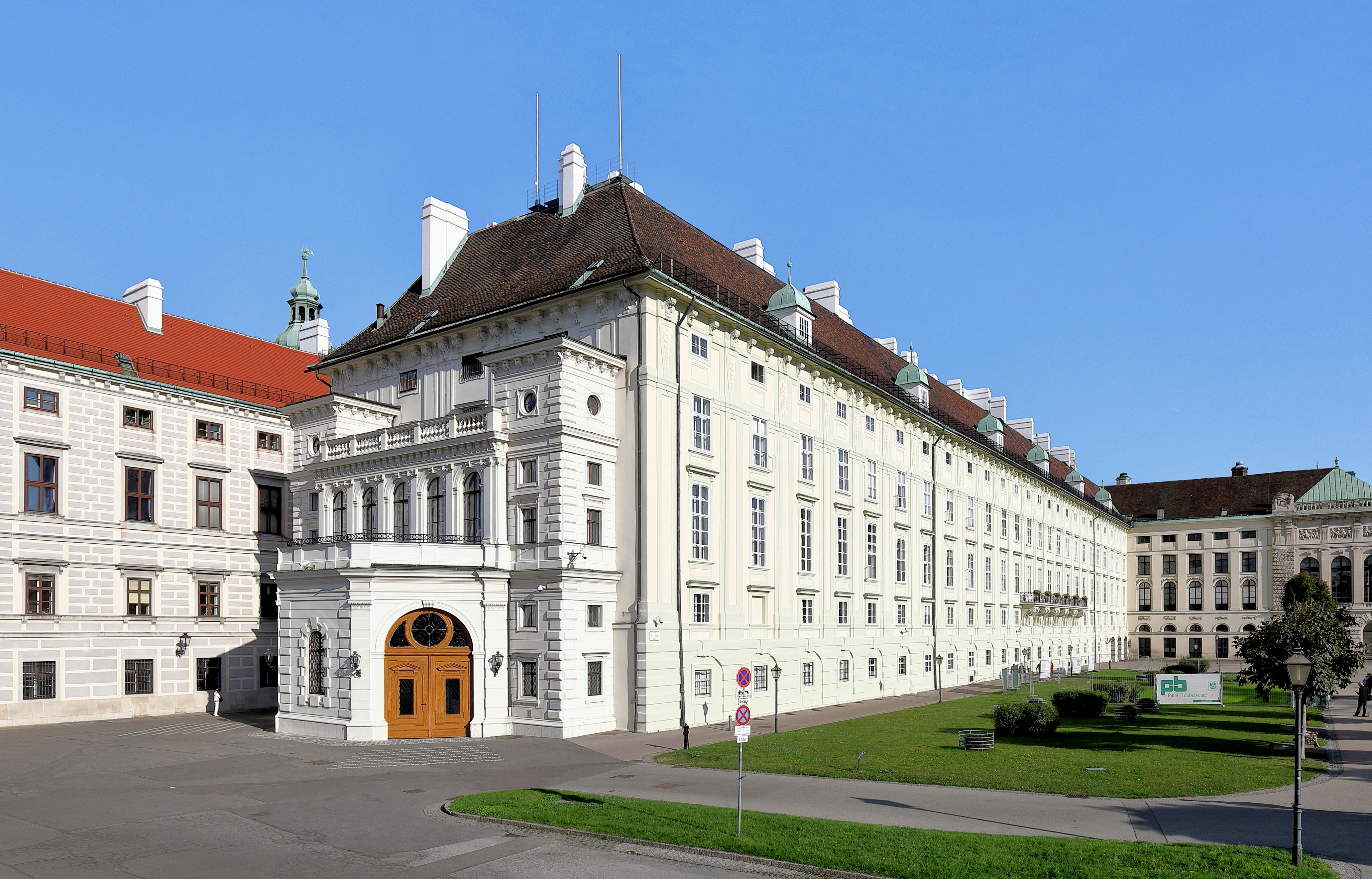
Alte Burg, Leopoldinischer Trakt

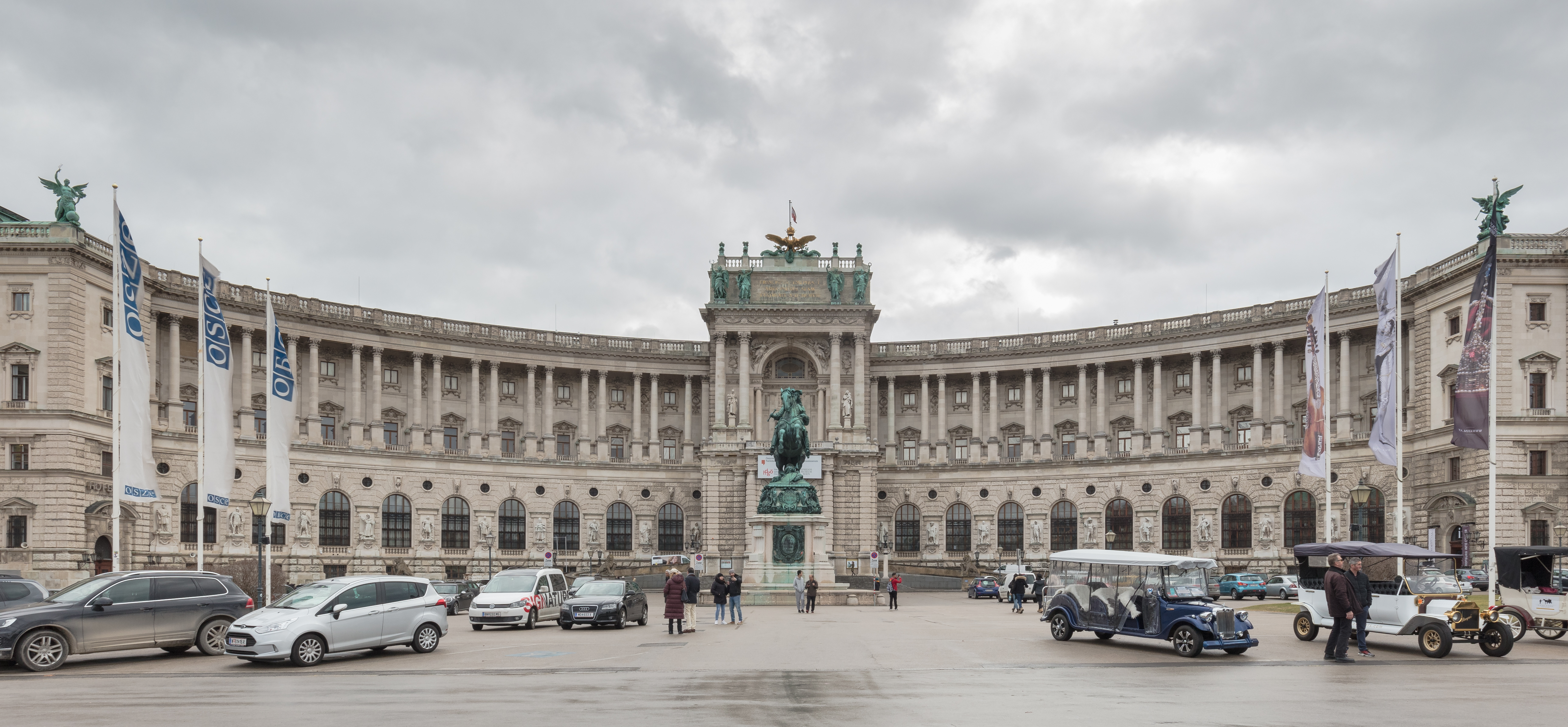
Neue Burg, Burggartentrakt

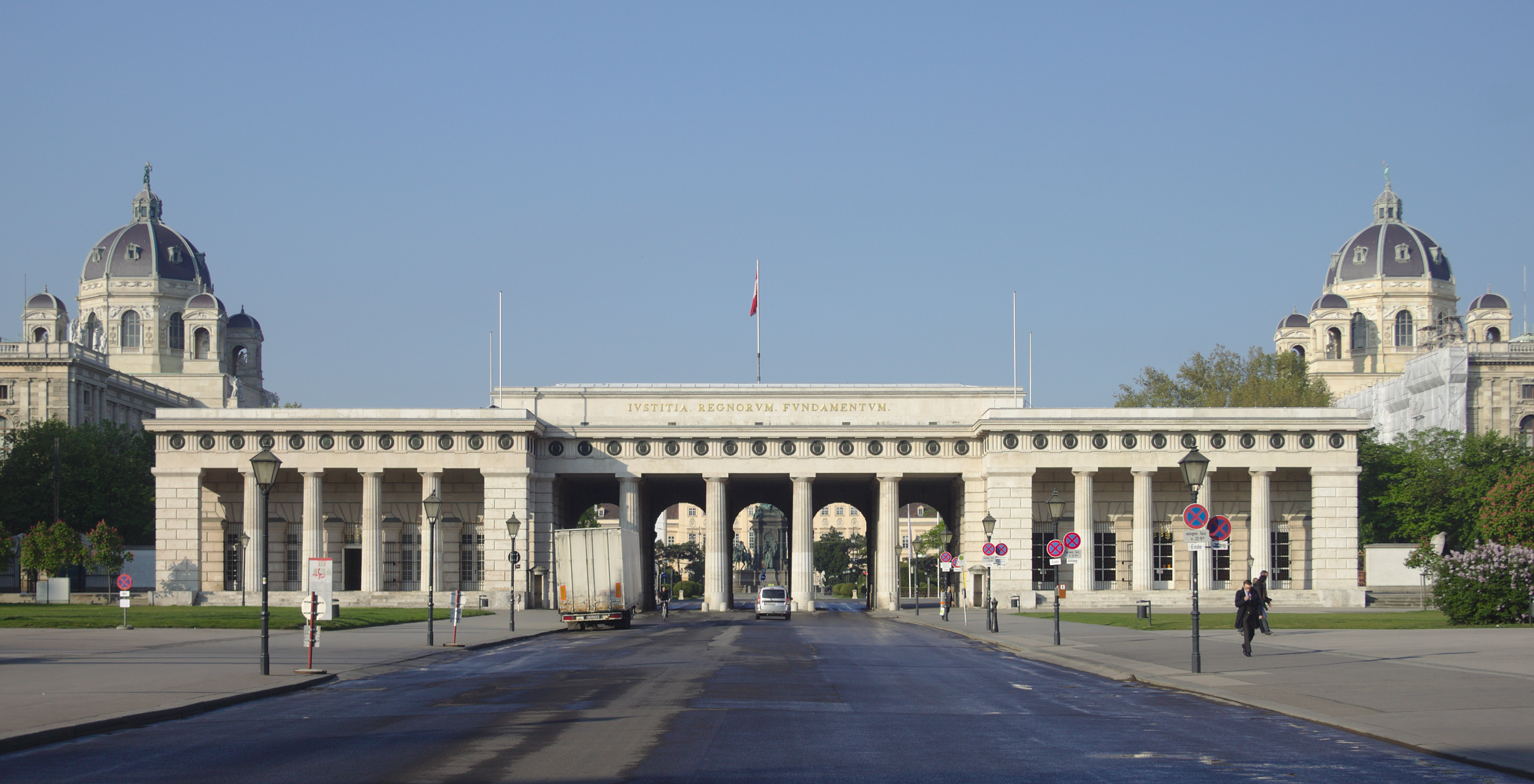
Burgtor, Heldenplatzseite

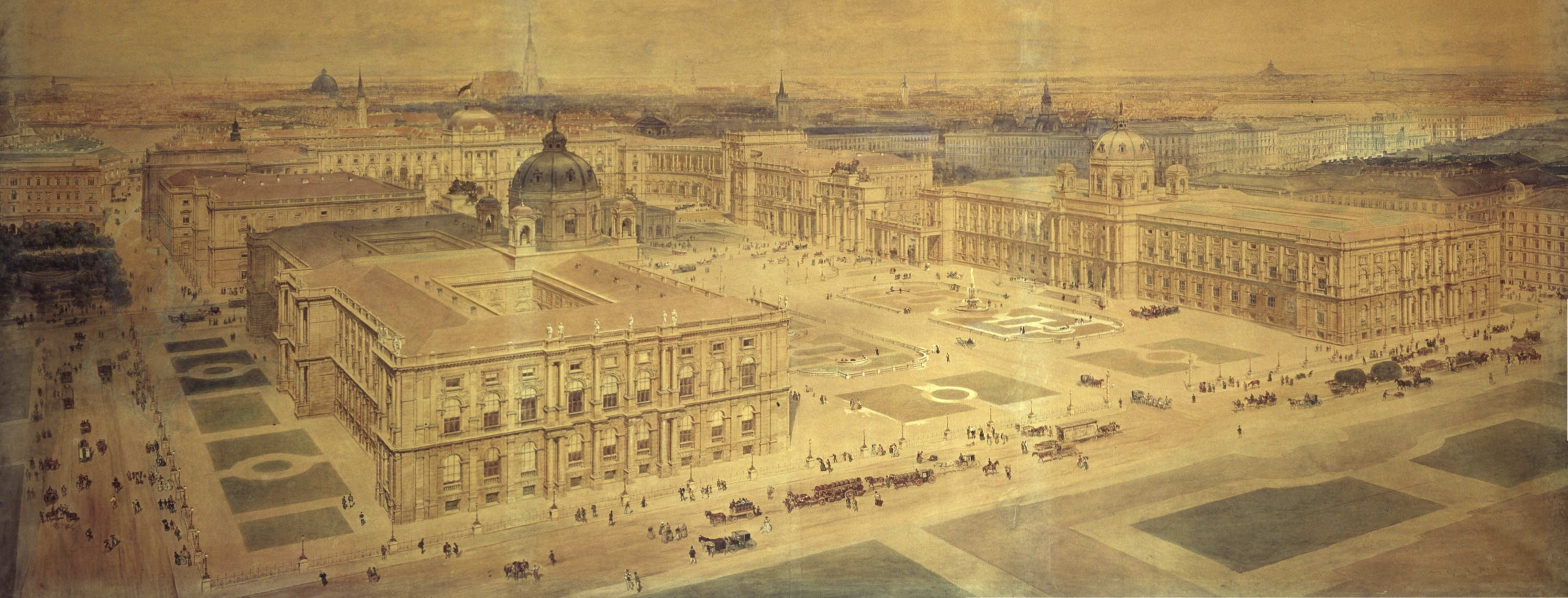
Das Kaiserforum zwischen Hofburg und Hofmuseen, Gemälde von Rudolf von Alt, 1873

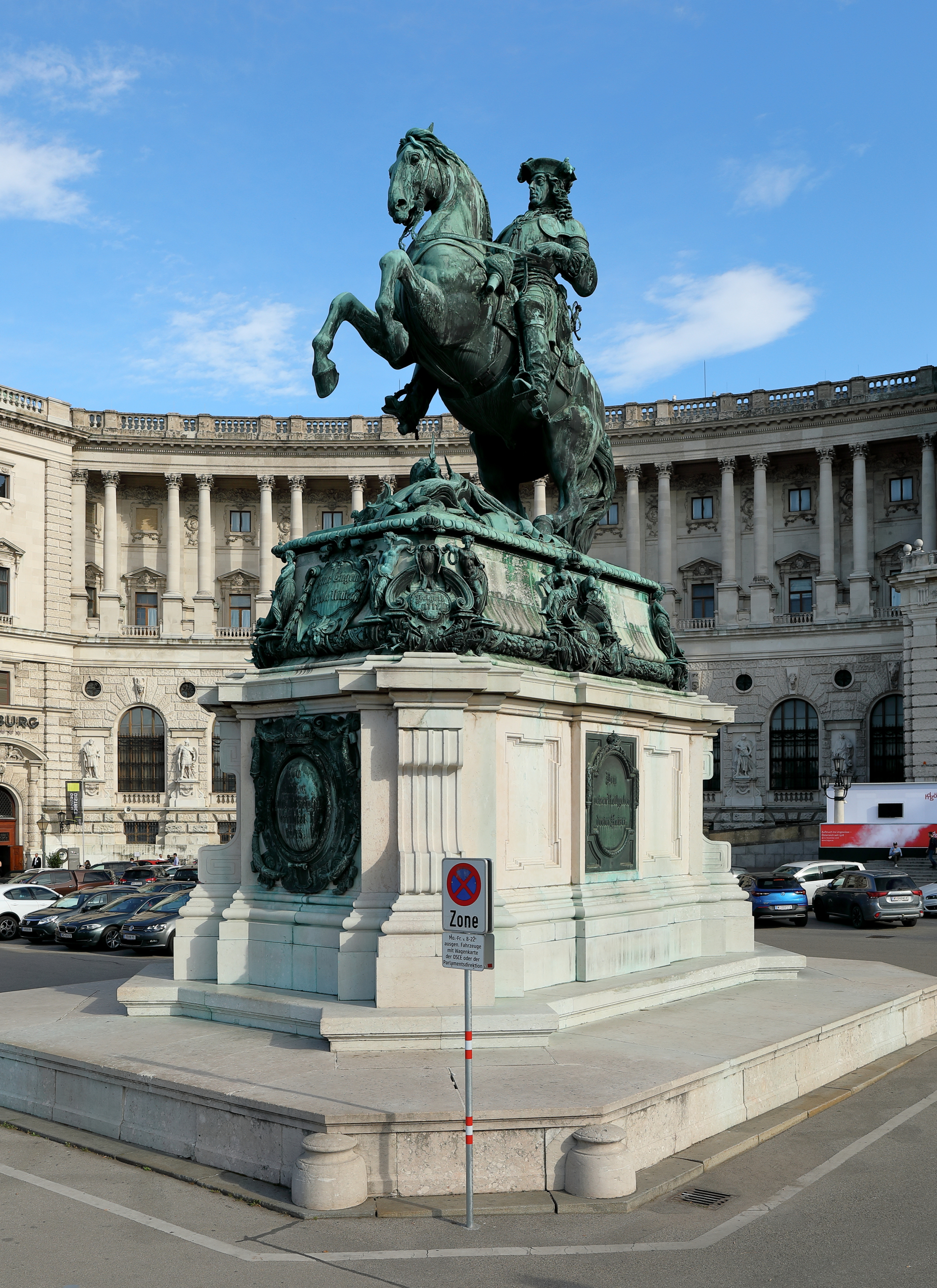
Prinz-Eugen-Denkmal

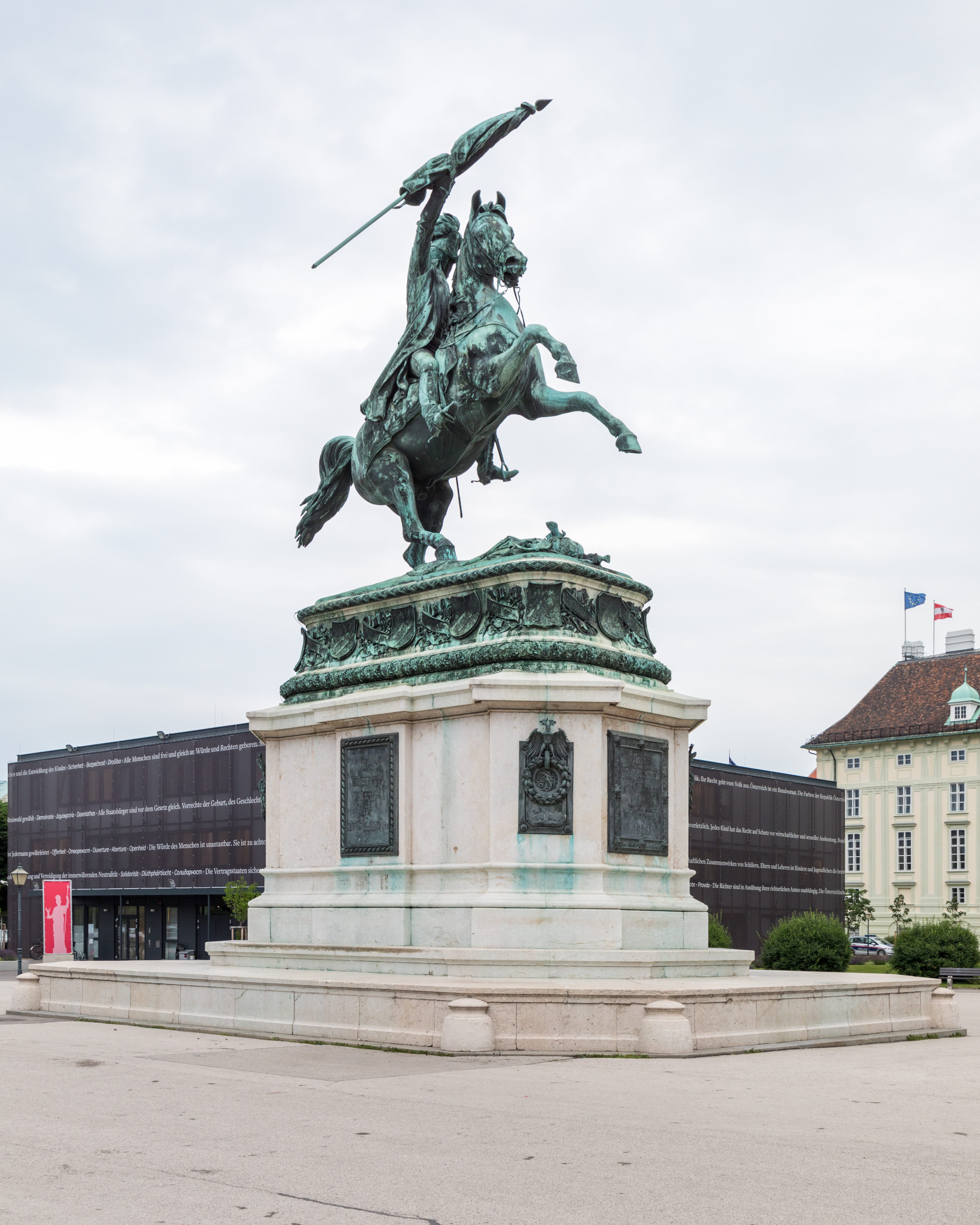
Erzherzog-Karl-Denkmal

An der Stelle des heutigen Heldenplatzes befand sich ursprünglich die Burgbastei als Teil der Wiener Stadtmauern. Im Fünften Koalitionskrieg besetzten 1809 die Truppen Napoleons die Stadt Wien und sprengten Teile der Stadtbefestigung, darunter die Burgbastei. Die Reste wurden erst 1817–1819 entfernt, wodurch der „äußere Burgplatz“ entstand. (Bei Bauarbeiten wurden 2016 die Fundamente der Burgbastei ergraben.) Der neu entstandene Platz hieß damals volkstümlich Promenadeplatz und offiziell Neuer Paradeplatz.
Bei der Errichtung der Ringstraßenzone wurde der „Äußere Burgplatz“ unter Kaiser Franz Joseph I. als Teil des Kaiserforums konzipiert, das jedoch nie vollendet wurde. Geplant war, einen rechteckigen Platz zu schaffen, der durch den Leopoldinischen Trakt, die Neue Hofburg, die Habsburgischen Sammlungen (heutiges Kunsthistorisches und Naturhistorisches Museum) sowie von einem nicht realisierten Pendant zur Neuen Burg an der Seite zum Volksgarten eingerahmt werden sollte. Der Platz zwischen den Museen ist heute als Maria-Theresien-Platz bekannt, weil dort das Maria-Theresien-Denkmal von Kaspar von Zumbusch steht. Die unverbaut gebliebene Nordwestseite bietet einen umfassenden Rundblick über die westliche Ringstraße mit Parlament, Wiener Rathaus und Burgtheater.
Der Name Heldenplatz wurde 1878 festgelegt; er kommt von den beiden Reiterdenkmälern, die beide von Anton Dominik Fernkorn (mit den Aufbauten von Eduard van der Nüll) stammen. Das ältere ist dasjenige Erzherzog Karls, das 1860 enthüllt wurde. Es diente zur militärischen Glorifizierung der Dynastie, zumal einer ihrer Angehörigen hier als Feldherr gefeiert wird. Kurz vor der Enthüllung des Denkmals unterlag Österreich Italien allerdings in der Schlacht von Solferino. Das Denkmal ist insofern bemerkenswert, als das Pferd im Aufspringen dargestellt ist, sodass nur die beiden Hinterbeine den Sockel berühren. Inspiriert ist das Denkmal vom bekannten Schlachtenbild Johann Peter Kraffts. 1865 wurde auch das Pendant fertiggestellt, die Reiterstatue Prinz Eugens, die kurz vor der Niederlage von Königgrätz enthüllt wurde. Nach Schlaganfällen Fernkorns wurde sie von Schülern vollendet. Die technische Perfektion des Erzherzog-Karl-Denkmals wurde nicht mehr erreicht, hier berührt auch der Schweif des Pferdes den Sockel.
Den Abschluss des Heldenplatzes bildet das Äußere Burgtor, das 1824 von Peter von Nobile gestaltet wurde und als Denkmal für die Soldaten der Napoleonischen Kriege gedacht war. Heute dient es allgemein als Denkmal für Kriegsgefallene. Das Innere des Baus ist während staatlicher Zeremonien zugänglich. Vom Heldenplatz aus gesehen auf der rechten Seite des Burgtors befindet sich das Denkmal der Exekutive, ein Denkmal für die im Dienst getöteten Polizisten und Gendarmen Österreichs. Die künstlerische Gestaltung übernahm Florian Schaumberger, das Denkmal wurde am 2. Mai 2002 enthüllt. Mit dem Heldenplatz ist der Ballhausplatz verbunden, er befindet sich zwischen Leopoldinischem Trakt und Bundeskanzleramt. Letzteres stammt von Johann Lucas von Hildebrandt und ist seit dem späten 18. Jahrhundert ein zentraler politischer Ort.
Nach dem Verlust des Ersten Weltkrieges, dem Zerfall der österreichisch-ungarischen Doppelmonarchie unter der Herrschaft der Dynastie Habsburg-Lothringen sowie der Gründung der ersten österreichischen Republik diente der Heldenplatz als Kundgebungsplatz aller politischen Lager sowie als Paradeplatz des österreichischen Bundesheeres. Eine „Heldengedenkstätte“ mit dem habsburgischen Doppeladler im Gedächtnis an alle Schlachten Österreichs wurde im Inneren des Burgtores angelegt und von Bundespräsident Wilhelm Miklas am 9. September 1934 feierlich eingeweiht. Der Balkon der Neuen Hofburg wurde bereits ab 1935 unter Bundeskanzler Kurt Schuschnigg als politische Rednertribüne bei offiziellen Anlässen benutzt.
Am 15. März 1938 verkündete Adolf Hitler vom Altan der Neuen Burg aus den versammelten Massen auf dem Heldenplatz den „Anschluss Österreichs“ an das nationalsozialistische Deutsche Reich. Auf Veranlassung des Gauleiters und Reichsstatthalters von Wien Baldur von Schirach sollte der Architekt Hanns Dustmann ab dem Jahr 1940 die nicht fertiggestellte architektonische Rahmung des Heldenplatzes – der Nordwest-Flügel der Neuen Hofburg war nicht gebaut worden – erstellen. Dustmann plante nicht die Fertigstellung des fehlenden Zwillings zum bereits existierenden Südost-Flügel, sondern entwarf nach Vorlagen Hitlers den Heldenplatz als gepflasterte Paradefläche mit offener Blickachse zum Universitätsring. Ein kubischer Museumsbau mit vier Eckrisaliten sollte dem Naturhistorischen Museum am Burgring gegenübergestellt werden und der Theseustempel sollte in die Mittelachse des Heldenplatzes versetzt werden. Der Tempel sollte auf einem etwa zehn Meter hohen Unterbau nach dem Vorbild der Walhalla bei Donaustauf neu aufgeständert sowie mit breiten Flankenbauten ergänzt werden, um ihn an die monumentalen rechteckigen Platzverhältnisse anzupassen.
Seit 1955 finden auf dem Heldenplatz jährlich die Feierlichkeiten zum österreichischen Nationalfeiertag am 26. Oktober statt. Außerdem wird er regelmäßig für Kundgebungen, Demonstrationen und andere Veranstaltungen genutzt.